# اتحاد الشاوية
اتحاد الشاوية • Union Sportive Chaouia هو نادي كرة قدم جزائري وهو أكبر نادٍ في ولاية أم البواقي. أسس سنة 1936 ينشط في القسم الثاني المحترف

## إنجازاتلوردي والأبيض قبل الإ ستقلال ليصبح يعدل الى اللون الأصفر والأسود  النادي
- بطل الجزائر سنة 1994.[2]
- كأس السوبر 1995.[2]

## ألوان الفريق
- الطقم الأساسي: أسود وأصفر.
- الطقم الاحتياطي: أخضر.
- الطقم الخاص: أزرق وأبيض.

## التشكيلة الرئيسية لاتحاد الشاوية
ملاحظة: تشير الأعلام إلى المنتخب بحسب قواعد الأهلية المعتمدة من قبل الفيفا؛ تنطبق بعض الاستثناءات المحدودة. وقد يحمل اللاعبون أكثر من جنسية لا تعترف بها الفيفا.
| الرقم | البلد   | المركز | اللاعب    |
| ----- | ------- | ------ | --------- |
| 1     | الجزائر | حارس   | بن بوط    |
| 2     | الجزائر | مدافع  | جعفري     |
| 3     | الجزائر | مدافع  | شتي لياس  |
| 5     | الجزائر | مدافع  | بونداوي   |
| 6     | الجزائر | وسط    | قوميدي    |
| 7     | الجزائر | مهاجم  | هريات     |
| 9     | الجزائر | مهاجم  | حمزة دمان |
| 10    | الجزائر | مهاجم  | بورحلة    |
| 11    | الجزائر | مهاجم  | لمهان     |